# Asilifelis
Asilifelis — викопний рід дрібних котових, який мешкав у Кенії в ранньому міоцені. Попри фрагментарні останки, він примітний невеликими розмірами та розвиненим зубним рядом. Він містить один вид, Asilifelis cotae.
Asilifelis відомий лише з одного зразка: KNM RU 18349, нижньощелепної гілки, включаючи добре збережені зуби p4-m1, які зберігаються в Національних музеях Кенії. Скам'янілість була виявлена в породах формації Хівегі на острові Русінга в 1949 році, але згодом згадувалась лише один раз у науковій літературі до опису Ларсом Верделіном у 2012 році. Скам'янілість була виявлена в породах формації Хівегі на острові Русінга в 1949 році, але згодом згадувалась лише один раз у науковій літературі до опису Ларсом Верделіном у 2012 році. Родова назва — це комбінація суахілі asili («походження») і латинського felis («кішка»). Назва виду «cotae» вшановує Сюзанну Кот, яка надихнула Верделіна на інтерес до міоценової Африки.
Asilifelis набагато менший за інших котових раннього міоцену, порівнянний за розміром з найменшими сучасними видами, такими як іржаво-плямистий кіт, який важить ≈ 1–1.6 кг. Крім того, його зубна система є надзвичайно сучасною, будучи перехідною між «Pseudaelurus-градою» і сучасними видами.
Скам'янілий шар формації Хівегі, де було знайдено Asilifelis, ймовірно, є лісом або мозаїчним лісом.